# John Asfour
John Asfour (en arabe : جون عصفور) est né en 1945 à Aiteneat au Liban, et il a déménagé au Canada en 1968. Il est poète, écrivain et enseignant libano-canadien. Il est décédé le 2 novembre 2014.

## Biographie
Né en 1945 au Liban, John Asfour a vécu la crise du Liban opposant les chrétiens maronites et les musulmans. À treize ans, une grenade lui explose au visage lors de ce conflit le laissant aveugle,. En 1968, trois ans après l'incident, et après de nombreuses opérations pour restaurer sa vue, il déménage à Montréal, au Canada. Arrivé au Canada, il entreprendra une carrière d'écrivain, de poète, de professeur et de traducteur. Il travaillera même en tant que porte-parole de la communauté arabe.
Il a obtenu son doctorat à l'Université McGill sous la direction du poète montréalais Louis Dudek. Celui-ci écrit dans la préface de sa thèse : « He [Asfour] writes sometimes as if he had eyes better than ours — in fact some student in his classes are convinced that he sees». Il a enseigné la littérature anglaise durant douze ans à l'Université McGill et l'Université Concordia. En 1989, sa thèse de doctorat est publiée aux éditions Cormorant Books sous le titre de When the Words Burn : An Anthology of Modern Arabic Poetry, 1945-1987.
John Asfour va ensuite mentorer le poète Rawi Hage. Il l'a d'ailleurs encouragé à écrire son premier roman qui se méritera plusieurs prix, dont le Dublin Impac Award. D'ailleurs, en 2014, à la suite de son décès, Rawi Hage, le Cénacle culturel Liban-Québec en association avec l'institut islamique de l'Université McGill, lui présente un hommage.
Au cours de sa vie, Asfour a publié cinq livres de poésie en anglais. Certains considèrent le livre basé sur sa thèse de McGill de 1984 : When the Words Burn : An Anthology of Modern Arabic Poetry 1945-1987, comme la pierre angulaire de son héritage littéraire. C'était le résultat d'une poursuite longue et déterminée par un homme connu pour son érudition implacable.
Asfour a également joué un rôle important auprès de la communauté arabe. Il a été président de la Fédération canado-arabe de 1996 à 2002. Lors des réactions violentes contre les musulmans après le 11 septembre 2001, il s'est prononcé contre le projet de loi antiterroriste C-36, en affirmant que l'arrestation préventive allait amener un dangereux précédent au Canada.
Il a été le premier écrivain en résidence à la maison Historic Joy Kagawa, en 2009.
L'autrice et éditrice Linda Leith, fondatrice et ancienne directrice du Festival littéraire international Blue Metropolis, a déclaré avoir pris connaissance de l'oeuvre de John Asfour. Mais ce n'est que plus tard qu'elle a réalisé qu'il n'avait pas eu le bénéfice de la vue. « He was a person who accomplished so much as a writer and a reader in spite of his blindness » écrit-elle. Elle explique notamment que lorsqu'un livre n'était pas disponible en Braille, il devait trouver quelqu'un pour lui lire. Elle ajoute : « Hearing him read was like hearing no other author because he memorized it all. It was a recital, not a reading. » 
Asfour est décédé le 2 novembre 2014 à l'Hôpital général de Montréal, après une bataille contre le cancer. Il avait 69 ans. Des funérailles ont eu lieu à la Cathédrale melkite de Saint-Sauveur le 6 novembre. Asfour avait déjà écrit sur le thème de ses funérailles dans son deuxième recueil Land of Flowers and Guns. Alors qu'il regardait dans son propre cercueil, il écrivait : « Poor I, quite dead / No letters to answer / No wages to collect ».

## Œuvre

### Poésie
- Nisan : a book of poetry, Fredericton, Fiddlehead Poetry Books, 1976, 64 p.  (ISBN 9780919197923)
  - Nisan, Montréal, Éditions du Noroît, 2009, 101 p.  (ISBN 9782890186224)
- Land of Flowers and Guns, Montréal, DC Books, 1981, 64 p.  (ISBN 9780919688094)
- One Fish From the Rooftop, Dunvegan, Cormorant Books, 1992, 71 p.  (ISBN 9780920953846)
- Fields of my Blood, Montréal, Empyreal Press, 1997, 78 p.  (ISBN 9780921852148)
- Blindfold, Montréal, McGill-Queen's University Press, 2011, 95 p.  (ISBN 9780773538474)
  - Les yeux bandés, Montréal, Éditions du Noroît, 2014, 94 p.  (ISBN 9782890189034)

### Anthologie
- When the words burn : an anthology of modern Arabic poetry, 1945-1987, Dunvegan, Cormorant Books, 1988, 237 p.  (ISBN 9780920953051)

### Collectifs
- Thursdays 2 : poems and prose : writings from the Carnegie Centre, Vancouver, Otter Press, 2009
- V6A : writing from Vancouver's Downtown Eastside (avec Elee Kraljii Gardiner), Vancouver, Arsenal Pulp Press, 2012, 150 p.  (ISBN 9781551524627)

### Traduction
- Joy is Not My Profession (avec Alison Burch et Muḥammad Māghūṭ), Montréal, Signal Éditions, 1994, 63 p.  (ISBN 9781550650501)

## Prix et honneurs
- F.G. Bressani Literary Prize
- 1997 : Joseph Staford Award, remis par le Conseil des arts du Canada (pour Fields of my Blood)[8]
- 2009 : Il est le premier écrivain en résidence de la maison Historic Joy Kagawa[6].